# جوزپه پالومبو
جوزپه پالومبو (ایتالیایی: Giuseppe Palumbo؛ زادهٔ ۱۰ سپتامبر ۱۹۷۵) دوچرخه‌سوار اهل ایتالیا است.